# Урохром
Урохро́м — производное желчных пигментов, образуется при деградации гемоглобина.
Урохромы содержатся в моче (70-75 мг в суточном объёме). Другие пигменты находятся в моче обычно в значительно меньших концентрациях, и поэтому жёлтый цвет урохрома в моче преобладает. При длительном хранении мочи содержащиеся в ней урохромы окисляются, вследствие чего моча темнеет.